# Сен-Дульшар (кантон)
Сен-Дульша́р (фр. Saint-Doulchard) — кантон во Франции, находится в регионе Центр, департамент Шер. Входит в состав округа Бурж.
Код INSEE кантона — 1835. Всего в кантон Сен-Дульшар входят 3 коммуны, из них главной коммуной является Сен-Дульшар.

## Коммуны кантона
| Коммуна              | Население, чел. (1999) | Почтовый индекс | Код INSEE |
| -------------------- | ---------------------- | --------------- | --------- |
| Ла-Шапель-Сент-Юрсен | 3 193                  | 18570           | 18050     |
| Мармань              | 1 941                  | 18500           | 18138     |
| Сен-Дульшар          | 9 018                  | 18230           | 18205     |

## Население
Население кантона на 1999 год составляло 14 152 человека.
| 1962  | 1968  | 1975   | 1982   | 1990   | 1999   | 2006 | 2007 |
| ----- | ----- | ------ | ------ | ------ | ------ | ---- | ---- |
| 6 730 | 7 921 | 10 246 | 12 132 | 13 947 | 14 152 | -    | -    |